# Melipona asilvai
Melipona asilvai är en biart som beskrevs av Jesus Santiago Moure 1971. Melipona asilvai ingår i släktet Melipona och familjen långtungebin. Inga underarter finns listade i Catalogue of Life.